# Paul Hirsch

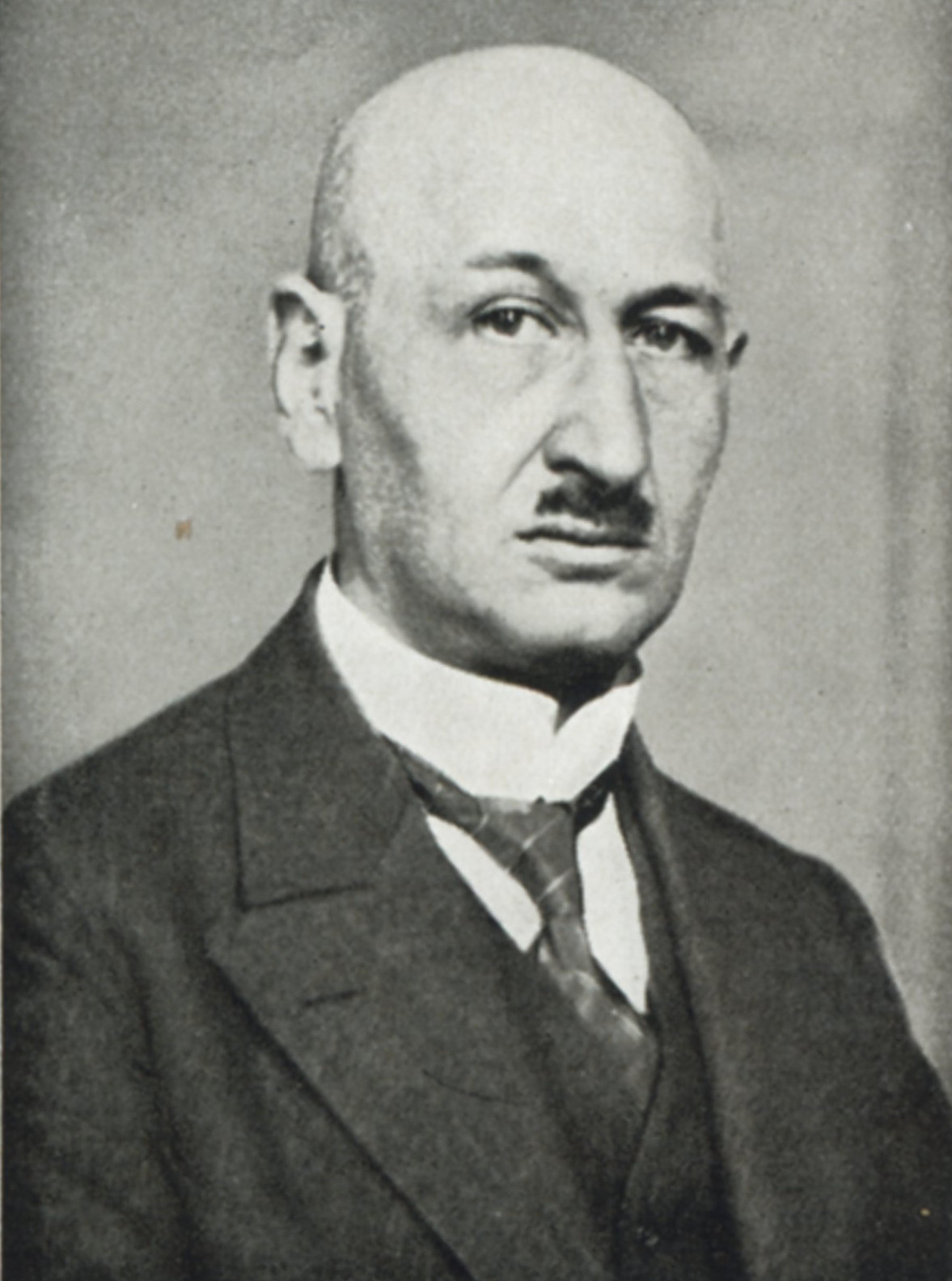
Paul Hirsch, um 1931

Paul Hirsch (* 17. November 1868 in Prenzlau, Uckermark; † 1. August 1940 in Berlin) war ein deutscher Politiker (SPD). Er war Ministerpräsident des Freistaates Preußen von 1918 bis 1920.

## Leben

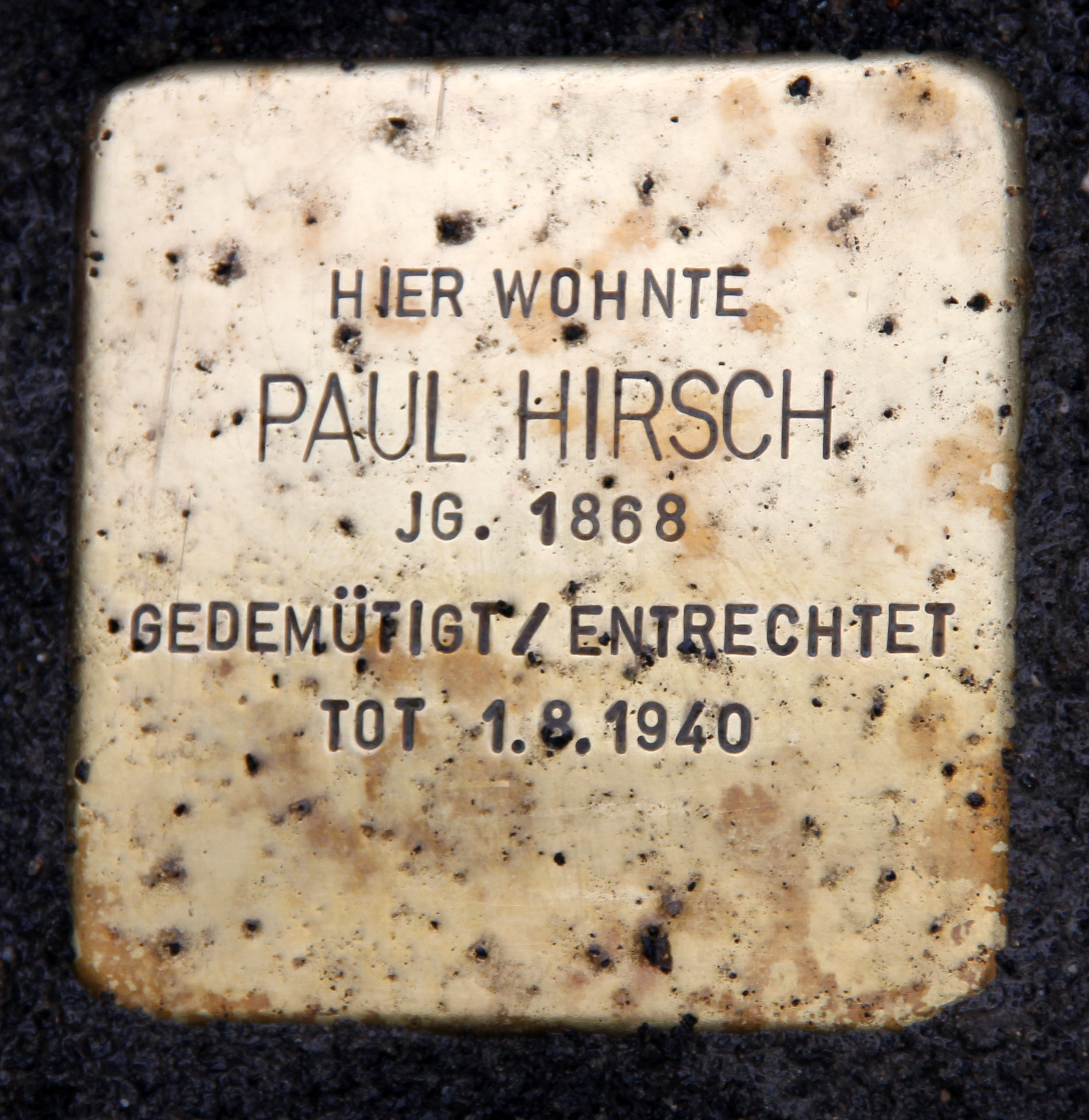
Stolperstein, Gervinusstraße 24, in Berlin-Charlottenburg

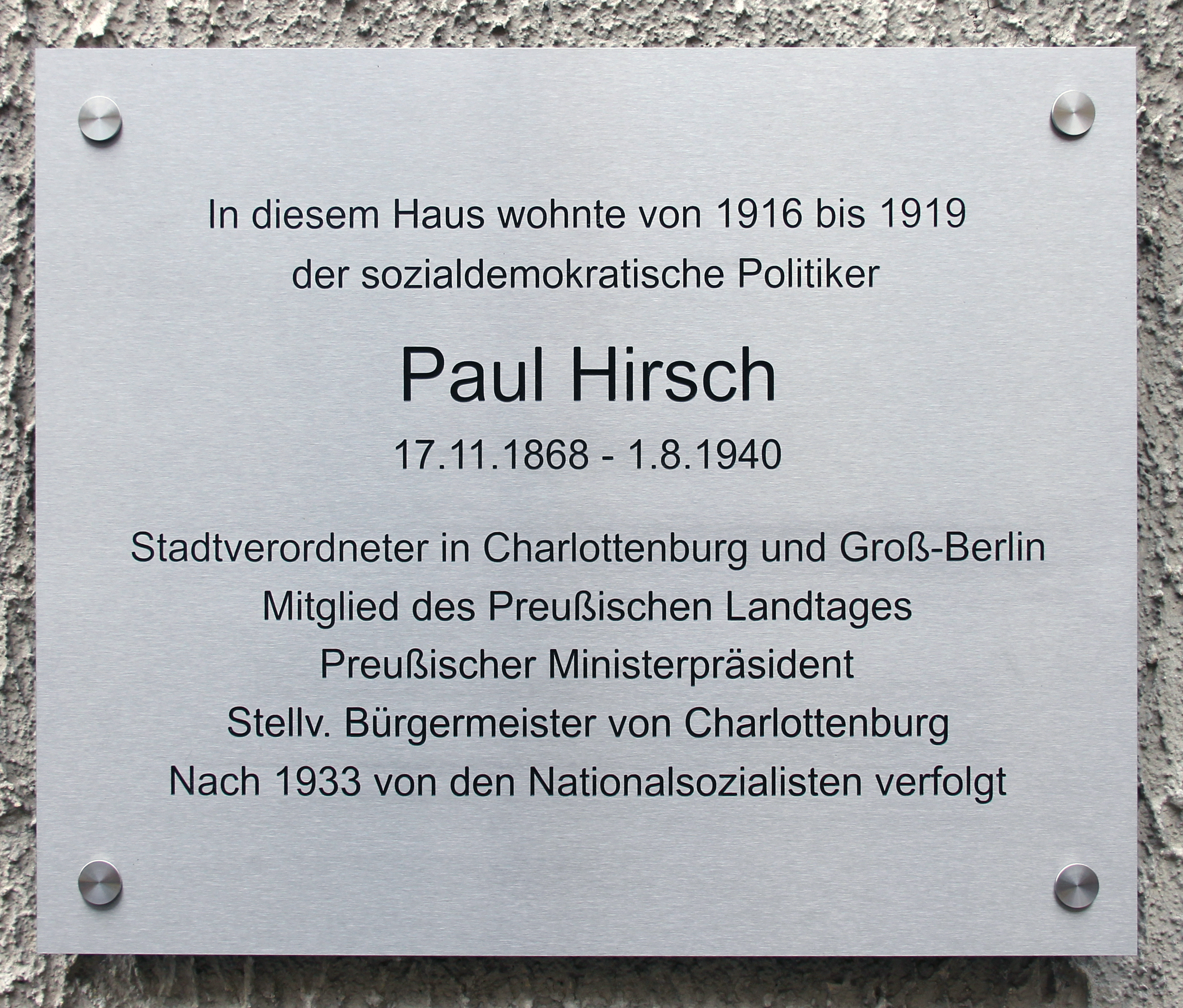
Gedenktafel am Haus, Wilmersdorfer Straße 15, in Berlin-Charlottenburg

Hirsch besuchte von 1879 bis 1888 in Berlin das Gymnasium zum Grauen Kloster. Dann studierte er Medizin, Sozialwissenschaften und Nationalökonomie an der Friedrich-Wilhelms-Universität. Seit 1892 arbeitete Hirsch als freier Schriftsteller und Journalist. Er war unter anderem Parlamentsberichterstatter und Mitherausgeber einer Parlamentskorrespondenz. In den 1890er Jahren wurde er Mitglied der SPD. Von 1899 bis 1920 war er Charlottenburger und Berliner Stadtverordneter. 1908 wurde er als einer der ersten Sozialdemokraten ins preußische Abgeordnetenhaus gewählt, dem er bis November 1918 als Fraktionsvorsitzender der SPD angehörte.
Am 12. November 1918 übernahm er im Auftrag des Vollzugsrates der Arbeiter- und Soldatenräte gemeinsam mit dem USPD-Vertreter Heinrich Ströbel den Vorsitz eines Revolutionskabinetts in Preußen. Zugleich war Hirsch bis März 1919 preußischer Innenminister. In dieser Eigenschaft enthob er am 4. Januar 1919 den der USPD angehörenden Berliner Polizeipräsidenten Emil Eichhorn seines Amtes, der sich bei den Weihnachtskämpfen auf die Seite der meuternden Volksmarinedivision gestellt hatte. USPD und Spartakusbund riefen für den nächsten Tag zum Generalstreik auf und bildeten einen Revolutionsausschuss, der zum später so genannten Spartakusaufstand aufrief.
Von 1919 bis 1921 war Hirsch Mitglied der Verfassunggebenden preußischen Landesversammlung. Hirsch gilt als einer der maßgeblichen Befürworter des Groß-Berlin-Gesetzes, das am 1. Oktober 1920 in Kraft trat. Nach dem Zusammenbruch des Kapp-Putsches trat Hirsch am 24. März 1920 von seinen Regierungsämtern zurück. Er blieb bis 1932 Mitglied des Preußischen Landtages und amtierte vom Juli 1920 bis April 1921 als „parlamentarischer“ Staatssekretär im Preußischen Ministerium für Volkswohlfahrt.
Ab April 1921 bis November 1925 war Hirsch Stadtrat und stellvertretender Bürgermeister in Charlottenburg. Dann wurde er unter Ernst Eichhoff zum Bürgermeister in Dortmund ernannt. In einigen Darstellungen heißt es, dass Hirsch 1933 zu Beginn der Zeit des Nationalsozialismus wegen seiner jüdischen Herkunft zur Amtsaufgabe gezwungen worden sei. Doch regionalgeschichtliche Darstellungen berichten, dass er bereits 1932 sein Amt aus Gesundheitsgründen aufgegeben habe. Antisemitische Angriffe auf ihn dürften dabei ebenfalls eine Rolle gespielt haben.
Paul Hirsch zog mit seiner Familie zurück nach Berlin. Ab Mai 1934 zahlte ihm der nationalsozialistische Staat keine Ruhestandsbezüge mehr. Bereits 1933 trat Paul Hirsch wieder in die Berliner jüdische Gemeinde ein, aus der er 1918 ausgetreten war. Die beiden Töchter des Ehepaars Hirsch konnten 1936 und 1939 aus Deutschland auswandern, doch gelang es ihnen nicht mehr, ihre Eltern nachkommen zu lassen. Diese wurden gezwungen, in ein Zimmer eines nur von Juden bewohnten Hauses umzuziehen. Paul Hirsch starb am 1. August 1940 an Altersschwäche und Unterernährung. Er wurde auf dem jüdischen Friedhof Berlin-Weißensee beigesetzt. Seine Frau Lucie Hirsch, geborene Jacoby, nahm sich ein Jahr später das Leben, um sich der Deportation in ein Konzentrationslager zu entziehen.
Am 23. Juni 2015 wurde vor seinem ehemaligen Wohnort, Berlin-Charlottenburg, Gervinusstraße 24, ein Stolperstein für ihn und seine Familie verlegt.

## Schriften
- Das kommunale Wahlrecht (mit Hugo Lindemann). Buchhandlung Vorwärts, Berlin 1905.
- Das Kommunalprogramm der Sozialdemokratie Preußens. Buchhandlung Vorwärts, Berlin 1911.
- Der preußische Landtag. Handbuch für Sozialdemokratische Landtagswähler. Buchhandlung Vorwärts, Berlin 1913.
- Die Sozialdemokratie. In: Handbuch der Politik. Berlin / Leipzig 1914
- Aufgaben der deutschen Gemeindepolitik nach dem Kriege. Verlag für Sozialwissenschaften, Berlin 1917.
- Sozialismus ist Arbeit. An die deutschen Arbeiter. Ein Aufruf der Regierung (mit Otto Braun und Emil Barth). Berlin 1919.
- Gesetz über die Bildung einer neuen Stadtgemeinde Berlin. Vom 27. April 1920. Mit Einleitung und Erläuterungen. Buchhandlung Vorwärts, Berlin 1920; urn:nbn:de:kobv:109-1-15397255
- Gemeindepolitik. Erläuterungen zum Görlitzer Programm. Dietz Nachf., Berlin 1922.
- Gemeindesozialismus. Eine Kursusdisposition. Berlin 1924.
- Der Weg der Sozialdemokratie zur Macht in Preußen. Stolberg Verlag, Berlin 1929.